# Ferrière-Larçon
Pour les articles homonymes, voir Ferrière.
Ferrière-Larçon est une commune française du département d'Indre-et-Loire, en région Centre-Val de Loire.

## Géographie
| Ligueil | Ciran            | Esves-le-Moutier |
| Paulmy  | Ferrière-Larçon  | Betz-le-Château  |
|         | La Celle-Guénand |                  |

### Hydrographie

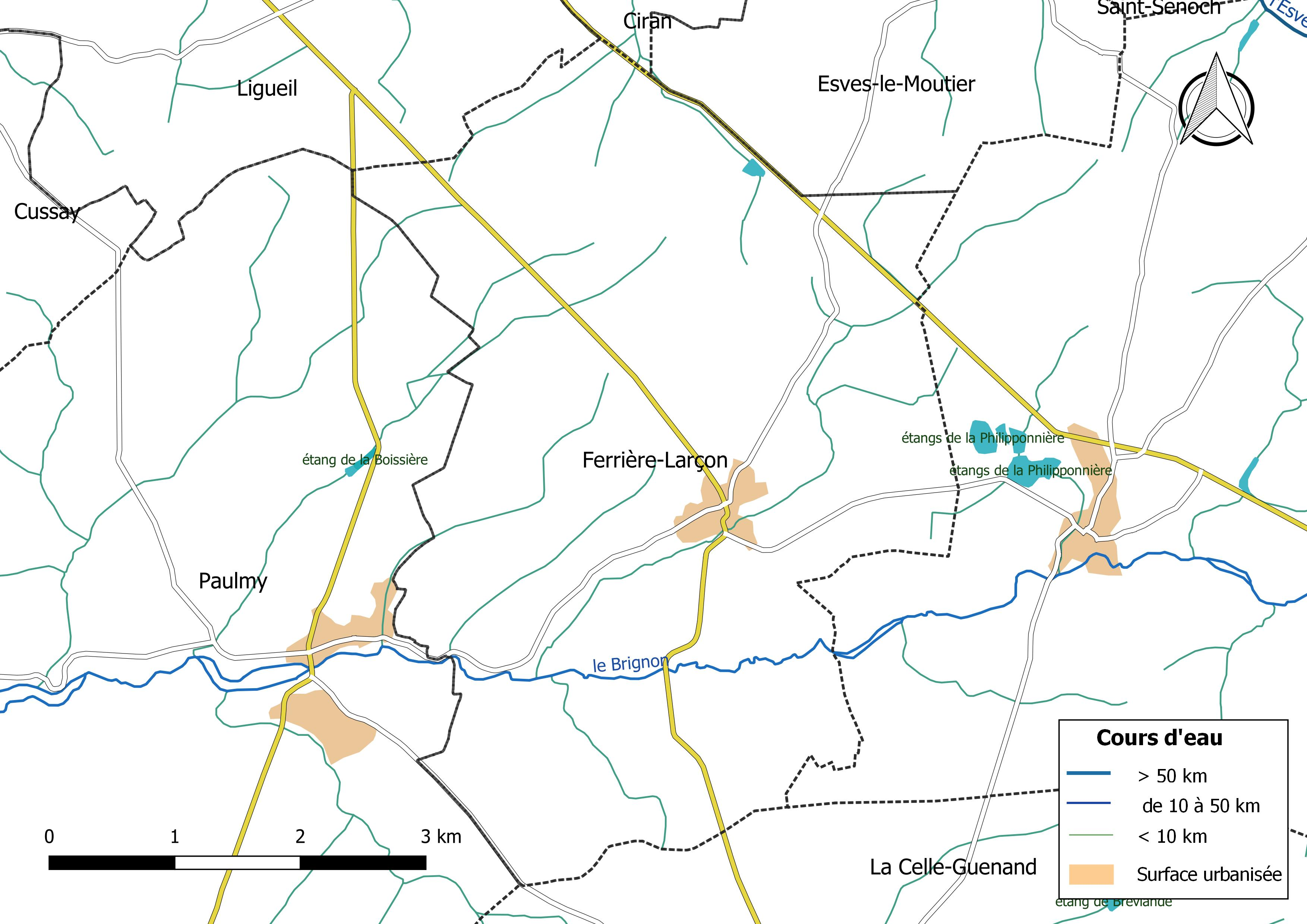
Réseau hydrographique de Ferrière-Larçon.

Le réseau hydrographique communal, d'une longueur totale de 26,48 km, comprend un cours d'eau notable, le Brignon (3,666 km), et divers petits cours d'eau pour certains temporaires,.
Le Brignon, d'une longueur totale de 26,3 km, prend sa source à 127 mètres d'altitude sur le territoire de la commune de Saint-Flovier et se jette dans la Claise à Abilly, après avoir traversé 7 communes. 
Sur le plan piscicole, le Brignon est classé en deuxième catégorie piscicole. Le groupe biologique dominant est constitué essentiellement de poissons blancs (cyprinidés) et de carnassiers (brochet, sandre et perche).

### Climat
Pour des articles plus généraux, voir Climat du Centre-Val de Loire et Climat d'Indre-et-Loire.
En 2010, le climat de la commune est de type climat océanique dégradé des plaines du Centre et du Nord, selon une étude du Centre national de la recherche scientifique s'appuyant sur une série de données couvrant la période 1971-2000. En 2020, Météo-France publie une typologie des climats de la France métropolitaine dans laquelle la commune est exposée à un climat océanique altéré et est dans la région climatique Centre et contreforts nord du Massif Central, caractérisée par un air sec en été et un bon ensoleillement.
Pour la période 1971-2000, la température annuelle moyenne est de 11,4 °C, avec une amplitude thermique annuelle de 14,8 °C. Le cumul annuel moyen de précipitations est de 732 mm, avec 11,1 jours de précipitations en janvier et 6,7 jours en juillet. Pour la période 1991-2020, la température moyenne annuelle observée sur la station météorologique installée sur la commune est de 12,2 °C et le cumul annuel moyen de précipitations est de 709,6 mm,. Pour l'avenir, les paramètres climatiques de la commune estimés pour 2050 selon différents scénarios d'émission de gaz à effet de serre sont consultables sur un site dédié publié par Météo-France en novembre 2022.
| Mois                                  | jan.          | fév.           | mars           | avril         | mai           | juin          | jui.           | août           | sep.           | oct.            | nov.            | déc.             | année      |
| ------------------------------------- | ------------- | -------------- | -------------- | ------------- | ------------- | ------------- | -------------- | -------------- | -------------- | --------------- | --------------- | ---------------- | ---------- |
| Température minimale moyenne (°C)     | 2,3           | 2,1            | 3,9            | 5,7           | 9,3           | 12,5          | 14,1           | 14             | 11             | 9               | 5,1             | 2,8              | 7,7        |
| Température moyenne (°C)              | 5             | 5,7            | 8,5            | 11            | 14,6          | 18,1          | 20,1           | 20,1           | 16,6           | 13,1            | 8,3             | 5,5              | 12,2       |
| Température maximale moyenne (°C)     | 7,8           | 9,3            | 13,1           | 16,3          | 20            | 23,7          | 26,1           | 26,1           | 22,2           | 17,3            | 11,6            | 8,3              | 16,8       |
| Record de froid (°C) date du record   | −13 07.01.09  | −15,1 07.02.12 | −11,3 01.03.05 | −4,7 04.04.22 | −1,5 03.05.21 | 3,7 01.06.11  | 5,8 13.07.1993 | 5,6 30.08.1993 | 2,3 14.09.1996 | −4,6 30.10.1997 | −9,3 22.11.1993 | −10,8 30.12.1996 | −15,1 2012 |
| Record de chaleur (°C) date du record | 17,7 01.01.23 | 22,6 27.02.19  | 24,8 19.03.05  | 29,3 30.04.05 | 32,3 27.05.05 | 40,1 18.06.22 | 41,2 23.07.19  | 40,1 05.08.03  | 35,9 14.09.20  | 31,8 01.10.23   | 23,2 07.11.15   | 18,2 07.12.00    | 41,2 2019  |
| Précipitations (mm)                   | 62,4          | 50,3           | 49,4           | 55,9          | 61,6          | 51,2          | 54,8           | 51,2           | 53,3           | 71,4            | 73,1            | 75               | 709,6      |

## Urbanisme

### Typologie
Au 1er janvier 2024, Ferrière-Larçon est catégorisée commune rurale à habitat dispersé, selon la nouvelle grille communale de densité à sept niveaux définie par l'Insee en 2022.
Elle est située hors unité urbaine et hors attraction des villes,.

### Occupation des sols
L'occupation des sols de la commune, telle qu'elle ressort de la base de données européenne d’occupation biophysique des sols Corine Land Cover (CLC), est marquée par l'importance des territoires agricoles (87,7 % en 2018), une proportion sensiblement équivalente à celle de 1990 (88,1 %). La répartition détaillée en 2018 est la suivante : 
terres arables (76,3 %), prairies (11,1 %), forêts (11 %), zones urbanisées (1,4 %), zones agricoles hétérogènes (0,2 %). L'évolution de l’occupation des sols de la commune et de ses infrastructures peut être observée sur les différentes représentations cartographiques du territoire : la carte de Cassini (XVIIIe siècle), la carte d'état-major (1820-1866) et les cartes ou photos aériennes de l'IGN pour la période actuelle (1950 à aujourd'hui).

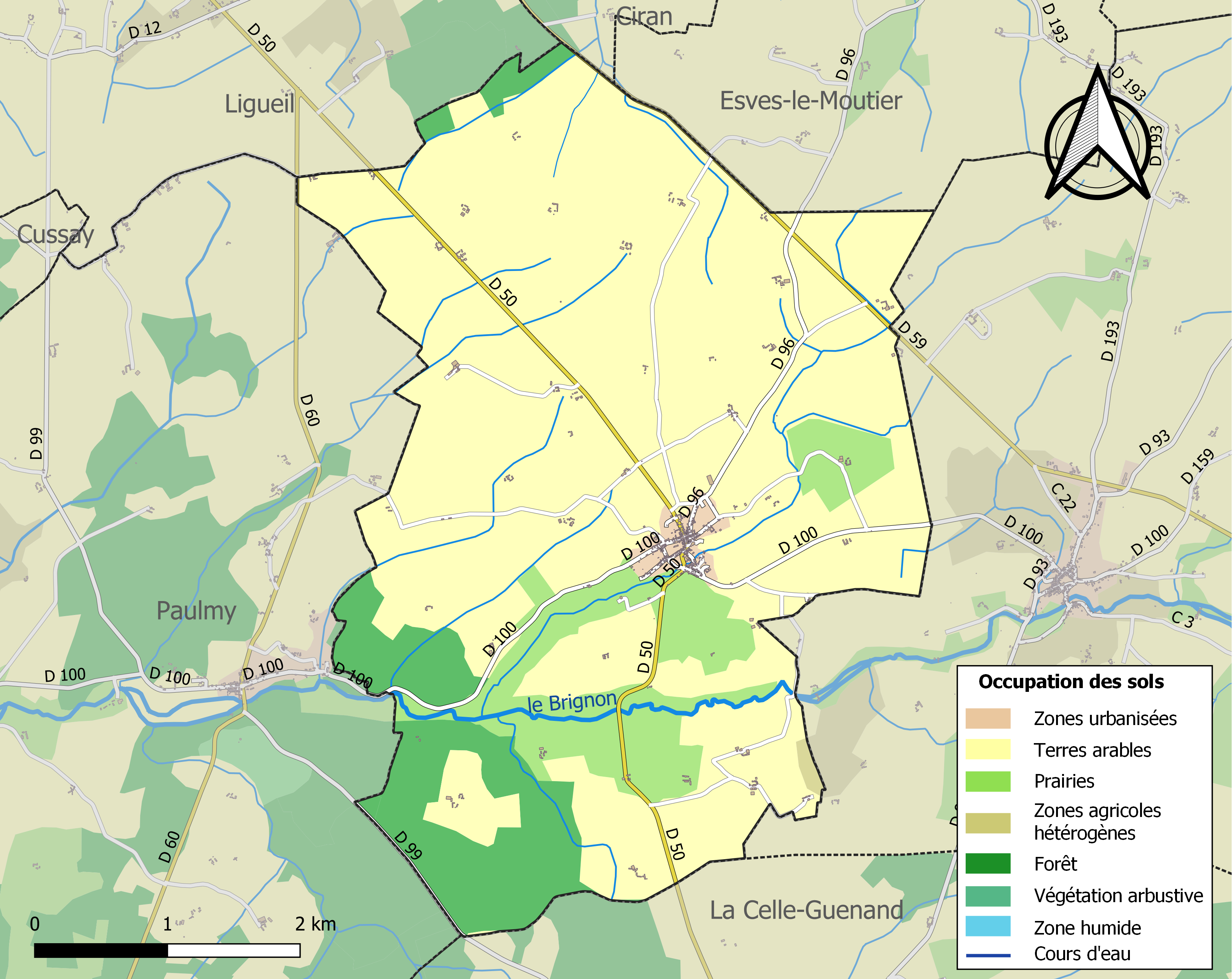
Carte des infrastructures et de l'occupation des sols de la commune en 2018 (CLC).

### Risques majeurs
Le territoire de la commune de Ferrière-Larçon est vulnérable à différents aléas naturels : météorologiques (tempête, orage, neige, grand froid, canicule ou sécheresse), feux de forêts et séisme (sismicité faible). Un site publié par le BRGM permet d'évaluer simplement et rapidement les risques d'un bien localisé soit par son adresse soit par le numéro de sa parcelle.
Pour anticiper une remontée des risques de feux de forêt et de végétation vers le nord de la France en lien avec le dérèglement climatique, les services de l’État en région Centre-Val de Loire (DREAL, DRAAF, DDT) avec les SDIS ont réalisé en 2021 un atlas régional du risque de feux de forêt, permettant d’améliorer la connaissance sur les massifs les plus exposés. La commune, étant pour partie dans le massif de Paulmy, est classée au niveau de risque 2, sur une échelle qui en comporte quatre (1 étant le niveau maximal).

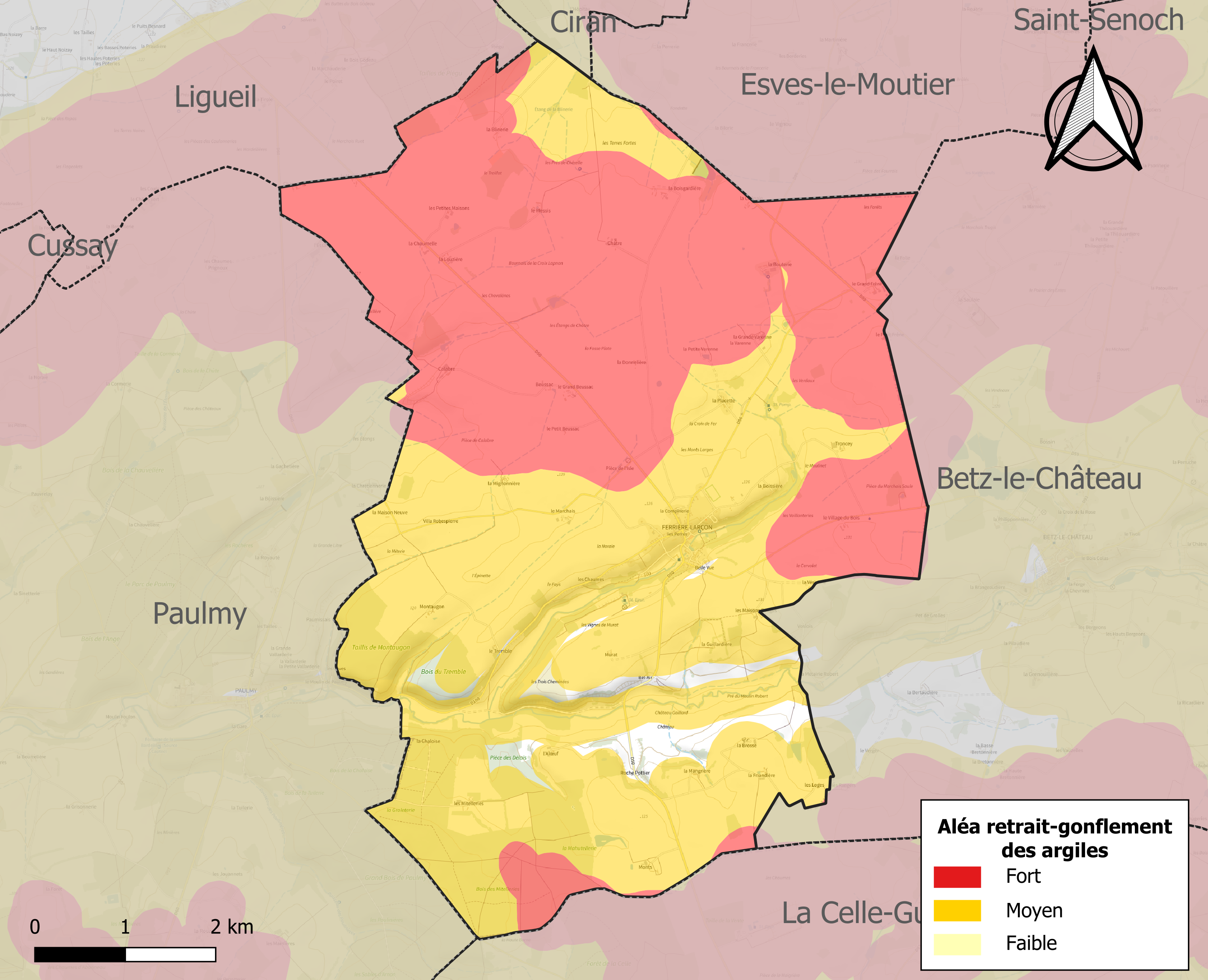
Carte des zones d'aléa retrait-gonflement des sols argileux de Ferrière-Larçon.

Le retrait-gonflement des sols argileux est susceptible d'engendrer des dommages importants aux bâtiments en cas d’alternance de périodes de sécheresse et de pluie. 96,7 % de la superficie communale est en aléa moyen ou fort (90,2 % au niveau départemental et 48,5 % au niveau national). Sur les 226 bâtiments dénombrés sur la commune en 2019, 223 sont en aléa moyen ou fort, soit 99 %, à comparer aux 91 % au niveau départemental et 54 % au niveau national. Une cartographie de l'exposition du territoire national au retrait gonflement des sols argileux est disponible sur le site du BRGM,.
Concernant les mouvements de terrains, la commune a été reconnue en état de catastrophe naturelle au titre des dommages causés par la sécheresse en 1989, 1993, 2003, 2018 et 2019 et par des mouvements de terrain en 1999.

## Histoire
Ferrière-Larçon, au XIVe siècle, est un fief des Savary de Montbazon, de même que Villandry/Co(u)lombiers, Le Brandon, Savonnières, Montsoreau : par exemple Barthélemy II, † vers 1362/1364, père de Barthélemy III et de Renaud de Montbazon (~1325-~1383). Ce dernier agrandit joliment son domaine en obtenant Marnes et Moncontour, et en épousant Jeanne/Aléonor de Craon (ca. 1330-ca. 1385), héritière de Ste-Maure, Pressigny/Précigny, Nouâtre, Châteauneuf, Jarnac : leur fille Jeanne de Montbazon épouse son cousin Guillaume II de Craon (vers 1345-1410), vicomte de Châteaudun, sire de Marcillac et de Verneuil-sur-Indre.
Désormais, les seigneurs de Ferrière-Larçon sont les mêmes que ceux de Précigny: les Chabot de La Grève (issus de Guillaume II de Craon et Jeanne de Montbazon) ; puis, par acquisition : les Beauvau, les Prie de Buzançais et Montpoupon, les Savoie-Tende-Villars-les-Dombes et les Gonzague-Nevers, les Brûlart de Sillery, les Bertrand, les Masson de Maison-Rouge, enfin les Gilbert de Voisins. Le dernier baron du Grand-Pressigny, sire de Ferrière-Larçon et de Neuilly-le-Noble,  Pierre-Paul III Alexandre Gilbert de Voisins, aussi marquis d'Orgeval et seigneur ou baron de Voisins-le-Bretonneux, Villennes-sur-Seine, Médan, St-Étienne et St-Priest-en-Jarez,  Ier baron du Forez, est saisi à la Révolution et meurt guillotiné le 15 novembre 1793.

## Politique et administration
| Période                                  | Période  | Identité       | Étiquette    | Qualité |
| ---------------------------------------- | -------- | -------------- | ------------ | --- |
| mars 2001                                | En cours | Gérard Hénault | UMP puis UDI | Conseiller général du Canton du Grand-Pressigny (2004-2015) directeur et professeur de l'école municipale Président de la Communauté de Communes |
| Les données manquantes sont à compléter. |          |                |              | |

## Population et société

### Démographie

#### Évolution démographique
L'évolution du nombre d'habitants est connue à travers les recensements de la population effectués dans la commune depuis 1793. Pour les communes de moins de 10 000 habitants, une enquête de recensement portant sur toute la population est réalisée tous les cinq ans, les populations de référence des années intermédiaires étant quant à elles estimées par interpolation ou extrapolation. Pour la commune, le premier recensement exhaustif entrant dans le cadre du nouveau dispositif a été réalisé en 2007.

En 2022, la commune comptait 239 habitants, en évolution de −4,4 % par rapport à 2016 (Indre-et-Loire : +1,67 %, France hors Mayotte : +2,11 %).
| 1793 | 1800 | 1806 | 1821 | 1831 | 1836  | 1841  | 1846 | 1851  |
| ---- | ---- | ---- | ---- | ---- | ----- | ----- | ---- | ----- |
| 808  | 911  | 929  | 982  | 995  | 1 010 | 1 023 | 961  | 1 007 |

| 1856 | 1861  | 1866  | 1872 | 1876 | 1881 | 1886 | 1891 | 1896 |
| ---- | ----- | ----- | ---- | ---- | ---- | ---- | ---- | ---- |
| 977  | 1 021 | 1 034 | 933  | 916  | 840  | 808  | 751  | 710  |

| 1901 | 1906 | 1911 | 1921 | 1926 | 1931 | 1936 | 1946 | 1954 |
| ---- | ---- | ---- | ---- | ---- | ---- | ---- | ---- | ---- |
| 701  | 715  | 717  | 596  | 588  | 611  | 622  | 597  | 615  |

| 1962 | 1968 | 1975 | 1982 | 1990 | 1999 | 2006 | 2007 | 2012 |
| ---- | ---- | ---- | ---- | ---- | ---- | ---- | ---- | ---- |
| 567  | 505  | 418  | 348  | 292  | 300  | 286  | 284  | 261  |

| 2017 | 2022 | - | - | - | - | - | - | - |
| ---- | ---- | - | - | - | - | - | - | - |
| 247  | 239  | - | - | - | - | - | - | - |

#### Pyramide des âges
La population de la commune est relativement âgée.
En 2018, le taux de personnes d'un âge inférieur à 30 ans s'élève à 20,2 %, soit en dessous de la moyenne départementale (34,9 %). À l'inverse, le taux de personnes d'âge supérieur à 60 ans est de 45,1 % la même année, alors qu'il est de 27,8 % au niveau départemental.
En 2018, la commune comptait 124 hommes pour 120 femmes, soit un taux de 50,82 % d'hommes, largement supérieur au taux départemental (48,09 %).
Les pyramides des âges de la commune et du département s'établissent comme suit.
| Hommes | Classe d’âge | Femmes |
| ------ | ------------ | ------ |
| 0,8    | 90 ou +      | 2,6    |
| 5,7    | 75-89 ans    | 14,5   |
| 38,0   | 60-74 ans    | 28,6   |
| 21,5   | 45-59 ans    | 23,2   |
| 14,9   | 30-44 ans    | 9,7    |
| 9,5    | 15-29 ans    | 9,8    |
| 9,7    | 0-14 ans     | 11,6   |

| Hommes | Classe d’âge | Femmes |
| ------ | ------------ | ------ |
| 0,9    | 90 ou +      | 2,2    |
| 7,9    | 75-89 ans    | 10,2   |
| 17,3   | 60-74 ans    | 18,1   |
| 19,8   | 45-59 ans    | 19,1   |
| 17,9   | 30-44 ans    | 17,2   |
| 18,5   | 15-29 ans    | 17,5   |
| 17,6   | 0-14 ans     | 15,6   |

## Culture locale et patrimoine

### Lieux et monuments

#### Vestiges préhistoriques et antiques
- Polissoir (Monument Historique).
- Camp préhistorique « la Butte de Muraz » (Inscrit Monument Historique).
- Vestiges d'une villa gallo-romaine et d'une nécropole du haut Moyen Âge.

#### Architecture civile
- Manoir du Plessis, XVe siècle et XVIIe siècle.

#### Architecture sacrée
- Église Saint-Mandé-Saint-Jean, XIIe siècle (Monument historique).

### Héraldique
| Blason de Ferrière-Larçon | Les armes de Ferrière-Larçon se blasonnent ainsi : D'argent à la fasce ondée d'azur soutenue d'une trangle ondée du même, au chef aussi d'azur chargé d'un fer à cheval du champ. |